# Discografia de Chris Brown
Este anexo lista a discografia de Chris Brown, um cantor e compositor norte-americano de R&B.  Sua discografia é formada por onze álbuns de estúdio, quatro álbuns de vídeo, seis mixtapes.
O álbum de estreia auto-intitulado de Brown, foi lançado em 2005, e chegou a número dois na Billboard 200 nos EUA e ficou entre os dez primeiros em várias paradas musicais. Foi certificado duas vezes platina nos EUA, e ouro na Austrália, Canadá, Nova Zelândia e Reino Unido. O primeiro single do álbum, "Run It!", com o rapper Juelz Santana, chegou ao número um na Billboard Hot 100, e passou um mês no topo da tabela. Internacionalmente, o single ou ficou no topo, ou dentro dos dez primeiros. O álbum também inclui os singles "Yo (Excuse Me Miss)", "Say Goodbye", "Gimme That" com participação de Lil Wayne, e "Poppin'" que alcançaram as vinte primeiras posições nos Estados Unidos. Em 2006, o cantor participou com Bow Wow no single "Shortie Like Mine", um hit que alcançou as dez primeira posições nos EUA e Nova Zelândia. No Brasil cinco singles foram certificados pela ABPD, sendo Run It!, Gimme That, Say Goodbye e Poppin' de platina e Yo (Excuse Me Miss) de ouro, além de "What's My Name" com Noah que não foi lançado como single mais foi certificado platina. Brown lançou seu segundo álbum Exclusive em 2007. Ele seguiu os passos de seu antecessor, alcançando o top dez em vários países. Foi certificado de platina nos Estados Unidos e no Reino Unido e dupla platina na Austrália. Exclusive contém os hits "Kiss Kiss" com T-Pain, "With You" e "Forever". Além disso, o álbum contém os singles "Take You Down", e "Superhuman", que atingiram o top 30 em vários países. O single "Wall to Wall", também foi lançado. Durante o período de Exclusive, Brown também gravou um single de Natal, "This Christmas". Em 2008, Brown apareceu em uma série de colaborações de sucesso, incluindo as músicas "No Air", um dueto com Jordin Sparks e "Shawty Get Loose", com Lil Mama e T-Pain. "Dreamer", um single para o AT&T Team USA Soundtrack, alcançou as vinte primeira posições na Billboard Hot 100.
Em 2009, foi lançado o terceiro álbum de Brown, Grafitti, com um pico no top 10 nos EUA e em vários países. Foi precedido por "I Can Transform Ya", com Lil Wayne e Swizz Beatz, que chegou ao top vinte de vários países. "Crawl" também foi lançado como single do álbum. Originalmente apenas uma canção da mixtape, "Deuces", com Tyga e Kevin McCall, ficou no top vinte dos EUA e foi o primeiro número um de Brown no gráfico Hot R&B/Hip-Hop Songs desde 2006. Em 18 de março de 2011 Brown lançou seu quarto álbum de estúdio intitulado F.A.M.E., o álbum estreou no número um na Billboard 200, com a primeira semana de vendas de 270 mil cópias, dando a Brown seu primeiro número um nos Estados Unidos. Foram lançados "Yeah 3x", "Look at Me Now", com os rappers Lil Wayne e Busta Rhymes, "Beautiful People" , com Benny Benassi, que chegou ao número um no Hot Dance Club Songs, e se tornou o primeiro single número um no gráfico para ambos Brown e Benassi. "Next 2 You", além de She Ain't You", que foi lançado como quarto single do álbum nos EUA.
Em 2012 o cantor lançou o seu quinto álbum de estúdio, Fortune. O primeiro single, "Strip", com Kevin MCcall, foi lançado como single promocional em 18 de novembro de 2011. Turn Up The Music foi lançado como primeiro single em fevereiro de 2012. Em 28 de março de 2012, Brown anunciou o próximos dois singles do álbum. O single de gênero R&B, "Sweet Love", e o single de rap, "Till I Die", com Big Sean e Wiz Khalifa. O quarto single foi a música "Don't Wake Me Up", que chegou ao número 10 na Billboard Hot 100 e ao número 1 na Austrália. A canção também alcançou grande sucesso em outros 13 países e se tornou o maior sucesso do álbum. O quinto single foi a música "Don't Judge Me". Em 2014, lançou o álbum X, que estreou na segunda posição da Billboard 200 vendendo mais de 160 mil cópias na primeira semana e rendendo a Brown três nomeações ao Grammy em 2015. Em 2015, lançou o álbum Royalty, O álbum foi lançado no dia 18 de dezembro de 2015, e estreou no número 3 na Billboard 200, vendendo 184.000 unidades (162.000 na versão pura do álbum) na primeira semana. Esse foi o sétimo álbum solo consecutivo de Brown a estreia no top 10 nos Estados Unidos. 
Em 1 de maio de 2016, Brown anunciou o seu oitavo álbum de estúdio intitulado Heartbreak on a Full Moon. A primeira música promocional do álbum, "Grass Ain't Greener", foi lançada no dia 5 de maio. Ainda no mês de maio, o cantor participou do lançamento da linha Streetwear da marca de tênis Snipes na campanha de 2016. Em 16 de dezembro, Brown lançou o primeiro single do álbum, "Party", com parcerias de Usher e Gucci Mane. Em 24 de março de 2017, Brown lançou o segundo single do álbum, a música "Privacy". "Heartbreak on a Full Moon" estreou na terceira posição na Billboard 200, a principal parada musical que ranqueia os álbuns mais populares da semana no Estados Unidos, vendendo o equivalente a 68 mil cópias, mesmo tendo apenas três dias de contagem de vendas semanal, marcando o nono top 10 do artista. Indigo foi oficialmente lançado em 28 de junho de 2019 como um álbum duplo, marcando o segundo álbum de Brown a ser lançado neste estilo.  Nos Estados Unidos, Indigo estreou em primeiro lugar na Billboard 200 com 108.000 cópias vendidas ao álbum, tornando o seu terceiro álbum número um nos Estados Unidos. O álbum também acumulou 97,95 milhões de fluxos de áudio sob Stream nos Estados Unidos para suas 32 faixas, sendo o 38º álbum mais popular de 2019 pela Billboard e o 51º em 2020. O álbum ainda gerou outro single de sucesso, "Heat", que liderou a parada de Airplay Rítmica da Billboard, e rendeu a Brown seu 13º número um na parada, e o segundo em 2019. O álbum recebeu o certificado de platina pela RIAA, por ultrapassar 1 milhão de cópias. O álbum se tornou o mais longevo de Brown na parada americana, permanecendo 141 semanas (dois anos e oito meses) Billboard 200. Em 24 de junho de 2022, Breezy foi lançado com as participações especiais de Lil Durk, Capella Grey, Fivio Foreign, Lil Wayne, Yung Bleu, Lil Baby, Wizkid, H.E.R.., Bryson Tiller, Ella Mai, EST Gee, Jack Harlow, Blxst e Tory Lanez, e alcançou a posição de número 4 na Billboard 200. Em outubro, Brown lançou o single Sensational, com influências do Afrobeat, e anunciou o lançamento de seu álbum 11:11 para o dia 11/11. O álbum teve um desempenho modesto em relação aos anteriores de Brown na Billboard 200, mas foi o suficiente para estrear no top 10, fazendo com que Brown aumentasse seu recorde de 18 anos com estreias no top 10 americano. O álbum também estreou na primeira posição entre os álbuns de R&B.

## Álbuns

### Álbuns de estúdio
| Detalhes do álbum | Melhores posições nas tabelas musicais | Melhores posições nas tabelas musicais | Melhores posições nas tabelas musicais | Melhores posições nas tabelas musicais | Melhores posições nas tabelas musicais | Melhores posições nas tabelas musicais | Melhores posições nas tabelas musicais | Melhores posições nas tabelas musicais | Melhores posições nas tabelas musicais | Melhores posições nas tabelas musicais | Vendas                                             | Certificações (limiares de vendas)                                      |
| Detalhes do álbum | EUA                                    | EUA R&B                                | ALE                                    | AUS                                    | FRA                                    | HOL                                    | IRL                                    | NZL                                    | SUI                                    | UK                                     | Vendas                                             | Certificações (limiares de vendas)                                      |
| --- | -------------------------------------- | -------------------------------------- | -------------------------------------- | -------------------------------------- | -------------------------------------- | -------------------------------------- | -------------------------------------- | -------------------------------------- | -------------------------------------- | -------------------------------------- | -------------------------------------------------- | ----------------------------------------------------------------------- |
| Chris Brown - Lançamento: 29 de novembro de 2005 - Editora: Jive Records - Formatos: CD, download digital                        | 2                                      | 1                                      | 31                                     | 57                                     | 51                                     | 47                                     | 71                                     | 8                                      | 18                                     | 29                                     | - : 4 milhões - : 3 milhões - : 100 mil            | - : 3× Platina - : Platina - : Platina - : Ouro                         |
| Exclusive - Lançamento: 6 de novembro de 2007 - Editora: Jive Records - Formatos: CD, download digital                           | 4                                      | 2                                      | 91                                     | 5                                      | 53                                     | 63                                     | 2                                      | 3                                      | 28                                     | 3                                      | - : 5 milhões - : 4 milhões - : 300 mil            | - : 4× Platina - : 2× Platina - : 2× Platina - : 2× Platina - : Platina |
| Grafitti - Lançamento: 8 de dezembro de 2009 - Editora: Jive Records - Formatos: CD, download digital                            | 7                                      | 1                                      | 40                                     | 134                                    | —                                      | 47                                     | 83                                     | 40                                     | —                                      | 55                                     | - : 500 mil                                        | - : Prata - Ouro                                                        |
| F.A.M.E. - Lançamento: 22 de março de 2011 - Editora: Jive Records - Formatos: CD, download digital                              | 1                                      | 1                                      | 39                                     | 3                                      | 44                                     | 16                                     | 8                                      | 7                                      | 34                                     | 10                                     | - : 4 milhões - : 3 milhões - : 300 mil - : 70 mil | - : 3× Platina - : Platina - : Ouro - : Ouro                            |
| Fortune - Lançamento: 29 de junho de 2012 - Editora: RCA Records - Formatos: CD, download digital                                | 1                                      | 1                                      | 13                                     | 2                                      | 8                                      | 1                                      | 4                                      | 1                                      | 10                                     | 1                                      | - : 1 milhão - : 300 mil - : 35 mil                | - : Platina - : Ouro - : Ouro                                           |
| X - Lançamento: 16 de Setembro de 2014 - Editora: RCA Records - Formatos: CD, download digital, streaming                        | 2                                      | 1                                      | 11                                     | 4                                      | 6                                      | 5                                      | 5                                      | 3                                      | 3                                      | 4                                      | - : 3 milhões - : 2 milhões - : 100 mil - : 35 mil | - : 2× Platina - : Ouro - : Ouro                                        |
| Royalty - Lançamento: 18 de Dezembro de 2015 - Editora: RCA Records - Formatos: CD, download digital, streaming                  | 3                                      | 1                                      | 37                                     | 14                                     | 81                                     | 5                                      | 5                                      | 16                                     | 15                                     | 23                                     | - : 1 milhão - : 100 mil - : 35 mil                | - : Ouro - : Ouro - : Platina                                           |
| Heartbreak on a Full Moon - Lançamento: 31 de Outubro de 2017 - Editora: RCA Records - Formatos: CD, download digital, streaming | 3                                      | 1                                      | 35                                     | 3                                      | 29                                     | 15                                     | 18                                     | 3                                      | 29                                     | 10                                     | - : 2 milhões - : 100 mil - : 35 mil               | - : 2× Platina - : Ouro - : Ouro - : Platina                            |
| Indigo - Lançamento: 28 de junho de 2019 - Editora: RCA Records - Formatos: CD, download digital, streaming                      | 1                                      | 1                                      | 31                                     | 3                                      | 29                                     | 11                                     | 23                                     | 3                                      | 9                                      | 7                                      | - : 4 milhões - : 3 milhões - : 100 mil            | - : 3× Platina - : Ouro - : Platina                                     |
| Breezy - Lançamento: 24 de Junho de 2022 - Editora: RCA Records - Formatos: CD, download digital, streaming                      | 4                                      | 2                                      | 25                                     | 6                                      | 39                                     | 6                                      | 41                                     | 2                                      | 9                                      | 6                                      | - : 500.000                                        | - : Prata - Ouro                                                        |
| 11:11 - Lançamento: 11 de Novembro de 2023 - Editora: RCA Records - Formatos: Download digital, Streaming                        | 9                                      | 1                                      | 34                                     | 16                                     | 49                                     | 6                                      | 41                                     | 2                                      | 9                                      | 11                                     | - : 500.000                                        | - : Prata - : Platina                                                   |
| "—" denota um item que não entrou na tabela ou não foi lançado no território.                                                    |                                        |                                        |                                        |                                        |                                        |                                        |                                        |                                        |                                        |                                        |                                                    |                                                                         |

### Álbuns em colaboração
| Detalhes do álbum | Melhores posições nas tabelas musicais | Melhores posições nas tabelas musicais | Melhores posições nas tabelas musicais | Melhores posições nas tabelas musicais | Melhores posições nas tabelas musicais | Melhores posições nas tabelas musicais | Melhores posições nas tabelas musicais | Melhores posições nas tabelas musicais | Melhores posições nas tabelas musicais | Melhores posições nas tabelas musicais | Vendas      | Certificações (limiares de vendas) |
| Detalhes do álbum | EUA                                    | EUA R&B                                | ALE                                    | AUS                                    | FRA                                    | HOL                                    | IRL                                    | NZL                                    | SUI                                    | UK                                     | Vendas      | Certificações (limiares de vendas) |
| --- | -------------------------------------- | -------------------------------------- | -------------------------------------- | -------------------------------------- | -------------------------------------- | -------------------------------------- | -------------------------------------- | -------------------------------------- | -------------------------------------- | -------------------------------------- | ----------- | ---------------------------------- |
| Fan of a Fan: The Album (com Tyga) - Lançamento: 24 de fevereiro de 2015 - Editora: RCA Records, Young Money - Formatos: CD, download digital | 7                                      | 3                                      | 3                                      | 28                                     | 14                                     | 31                                     | 30                                     | 9                                      | 6                                      | 7                                      | - : 500.000 | - : Platina - Ouro - : Ouro        |
| "—" denota um item que não entrou na tabela ou não foi lançado no território.                                                                 |                                        |                                        |                                        |                                        |                                        |                                        |                                        |                                        |                                        |                                        |             |                                    |

### Mixtapes
| Álbum                                        | Detalhes |
| -------------------------------------------- | --- |
| In My Zone (Rhythm & Streets)                | - Lançamento: 14 de Fevereiro de 2010 - Formatos: Download digital - Gravadora: CBE                                |
| Fan of a Fan (com Tyga)                      | - Lançamento: 14 de Maio de 2010 - Formatos: Download digital - Gravadora: CBE                                     |
| In My Zone 2                                 | - Lançamento: 27 de novembro de 2010 - Formatos: EP, download digital - Gravadora: CBE                             |
| Boy in Detention                             | - Lançamento: 5 de agosto de 2011 - Formatos: Download digital - Gravadora: CBE                                    |
| X Files                                      | - Lançamento: 9 de novembro de 2013 - Formatos: Download digital - Gravadora: CBE                                  |
| Before the Party                             | - Lançamento: 27 de novembro de 2015 - Formatos: Download digital - Gravadora: CBE                                 |
| Before the Trap: Nights in Tarzana (Com OHB) | - Lançamento: 29 de abril de 2016 - Formatos: Download digital - Gravadora: CBE                                    |
| Slime & B (Com Young Thug)                   | - Lançamento: 05 de maio de 2020 - Formatos: Digital download, streaming - Gravadora: CBE, RCA, YSL, 300, Atlantic |

## Singles

### Como artista principal
| Ano                                                                           | Canção                                                                             | Melhores posições nas tabelas | Melhores posições nas tabelas | Melhores posições nas tabelas | Melhores posições nas tabelas | Melhores posições nas tabelas | Melhores posições nas tabelas | Melhores posições nas tabelas | Melhores posições nas tabelas | Melhores posições nas tabelas | Melhores posições nas tabelas | Certificações (limiares de vendas)                                                                              | Álbum                                    |
| Ano                                                                           | Canção                                                                             | EUA                           | Rhythmic EUA                  | AUS                           | CAN                           | ALE                           | IRL                           | HOL                           | NZL                           | SUI                           | UK                            | Certificações (limiares de vendas)                                                                              | Álbum                                    |
| ----------------------------------------------------------------------------- | ---------------------------------------------------------------------------------- | ----------------------------- | ----------------------------- | ----------------------------- | ----------------------------- | ----------------------------- | ----------------------------- | ----------------------------- | ----------------------------- | ----------------------------- | ----------------------------- | --- | ---------------------------------------- |
| 2005                                                                          | "Run It!" (com participação de Juelz Santana)                                      | 1                             | 1                             | 1                             | —                             | 5                             | 2                             | 11                            | 1                             | 5                             | 2                             | - : 3× Platina - : 3× Platina - : Ouro - : 2× Platina - : Platina                                               | Chris Brown                              |
| 2005                                                                          | "Yo (Excuse Me Miss)"                                                              | 7                             | 2                             | 10                            | —                             | 56                            | 15                            | —                             | 9                             | 34                            | 13                            | - : 2× Platina - : Platina - : Platina - : 3× Platina                                                           | Chris Brown                              |
| 2006                                                                          | "Gimme That" (com participação de Lil Wayne)                                       | 15                            | 6                             | —                             | —                             | 47                            | 26                            | —                             | —                             | 30                            | 23                            | - : Platina - : Platina - : Prata                                                                               | Chris Brown                              |
| 2006                                                                          | "Say Goodbye"                                                                      | 10                            | 2                             | —                             | —                             | —                             | —                             | —                             | —                             | —                             | —                             | - : 2× Platina - : Platina - : Ouro                                                                             | Chris Brown                              |
| 2006                                                                          | "Poppin'"                                                                          | 42                            | 20                            | —                             | —                             | —                             | —                             | —                             | —                             | —                             | —                             | - : Ouro - : Ouro                                                                                               | Chris Brown                              |
| 2007                                                                          | "Wall to Wall"                                                                     | 79                            | 16                            | 21                            | —                             | 59                            | 47                            | —                             | 15                            | 87                            | 75                            | - : 1× Platina - : Platina - : Platina                                                                          | Exclusive                                |
| 2007                                                                          | "Kiss Kiss" (com participação de T-Pain)                                           | 1                             | 1                             | 8                             | 6                             | —                             | 19                            | —                             | 1                             | 69                            | 38                            | - : 6× Platina - : 3× Platina - : 2× Platina - : 3× Platina - : Ouro                                            | Exclusive                                |
| 2007                                                                          | "With You"                                                                         | 2                             | 1                             | 5                             | 2                             | 33                            | 3                             | 56                            | 1                             | 24                            | 8                             | - : 6× Platina - : 4× Platina - : Ouro - : Platina - : Platina                                                  | Exclusive                                |
| 2008                                                                          | "Take You Down"                                                                    | 43                            | 29                            | —                             | —                             | —                             | —                             | —                             | 7                             | —                             | 92                            | - : 2× Platina - : Prata - : Platina                                                                            | Exclusive                                |
| 2008                                                                          | "Forever"                                                                          | 2                             | 3                             | 7                             | 2                             | 20                            | 1                             | 5                             | 1                             | 22                            | 4                             | - : 8× Platina - : 5× Platina - : 5× Platina - : 2× Platina                                                     | Exclusive                                |
| 2008                                                                          | "Superhuman" (com participação de Keri Hilson)                                     | —                             | —                             | 30                            | —                             | —                             | 15                            | 6                             | 15                            | —                             | 32                            | - : Ouro - : Ouro                                                                                               | Exclusive                                |
| 2009                                                                          | "I Can Transform Ya" (com participação de Lil Wayne e Swizz Beatz)                 | 20                            | 11                            | 21                            | 54                            | —                             | 21                            | 57                            | 7                             | —                             | 26                            | - : 2× Platina - : Platina - : Prata                                                                            | Graffiti                                 |
| 2009                                                                          | "Crawl"                                                                            | 53                            | 26                            | 67                            | 72                            | —                             | 39                            | —                             | 16                            | —                             | 35                            | - : Ouro - : Ouro                                                                                               | Graffiti                                 |
| 2010                                                                          | "Deuces" (com participação de Tyga e Kevin McCall)                                 | 14                            | 1                             | —                             | —                             | —                             | —                             | —                             | 23                            | —                             | 68                            | - : 3× Platina - : Ouro - : 2× Platina                                                                          | F.A.M.E.                                 |
| 2010                                                                          | "Yeah 3X"                                                                          | 15                            | 5                             | 4                             | 12                            | 7                             | 8                             | 59                            | 1                             | 7                             | 6                             | - : 3× Platina - : 6× Platina - : Ouro - : Platina - : Ouro - : Ouro                                            | F.A.M.E.                                 |
| 2011                                                                          | "No Bullshit"                                                                      | 62                            | 33                            | —                             | —                             | —                             | —                             | —                             | —                             | —                             | —                             | - : Platina | F.A.M.E.                                 |
| 2011                                                                          | "Look at Me Now" (com participação de Lil Wayne e Busta Rhymes)                    | 6                             | 1                             | 46                            | 51                            | —                             | —                             | —                             | 37                            | —                             | 44                            | - : Diamante - : 3× Platina - : 2× Platina - : Ouro                                                             | F.A.M.E.                                 |
| 2011                                                                          | "Beautiful People"                                                                 | 43                            | 38                            | 7                             | 22                            | 30                            | 3                             | 30                            | 6                             | 36                            | 4                             | - : 1× Platina - : 3× Platina - : Ouro - : 2× Platina                                                           | F.A.M.E.                                 |
| 2011                                                                          | "She Ain't You"                                                                    | 27                            | 7                             | 27                            | 80                            | —                             | —                             | —                             | 27                            | —                             | 61                            | - : 2× Platina - : 1× Platina - : Platina                                                                       | F.A.M.E.                                 |
| 2011                                                                          | "Next To You" (com participação de Justin Bieber)                                  | 26                            | 5                             | 22                            | 36                            | 28                            | 21                            | —                             | 11                            | 74                            | 14                            | - : 2× Platina - : Platina - : 2× Platina - : Ouro                                                              | F.A.M.E.                                 |
| 2011                                                                          | "Wet the Bed" (com participação de Ludacris)                                       | 77                            | 39                            | —                             | —                             | —                             | —                             | —                             | —                             | —                             | —                             | - : 1× Platina - : Ouro                                                                                         | F.A.M.E.                                 |
| 2011                                                                          | "Strip" (com participação de Kevin MCcall)                                         | 38                            | 12                            | —                             | —                             | —                             | —                             | 95                            | —                             | —                             | —                             | - : 2× Platina - : Platina - : Ouro                                                                             | Fortune                                  |
| 2012                                                                          | "Turn Up the Music"                                                                | 10                            | 7                             | 6                             | 26                            | 24                            | 12                            | 26                            | 9                             | 49                            | 1                             | - : 2× Platina - : 3× Platina - : Ouro - : Ouro                                                                 | Fortune                                  |
| 2012                                                                          | "Sweet Love"                                                                       | 89                            | 25                            | —                             | —                             | —                             | —                             | —                             | —                             | —                             | —                             | - : Ouro | Fortune                                  |
| 2012                                                                          | "Till I Die"" (com participação de Big Sean And Wiz Khalifa)                       | 101                           | 38                            | —                             | —                             | —                             | —                             | —                             | —                             | —                             | —                             | - : Ouro | Fortune                                  |
| 2012                                                                          | "Don't Wake Me Up"                                                                 | 10                            | 2                             | 2                             | 25                            | 11                            | 4                             | 34                            | 2                             | 12                            | 2                             | - : 3× Platina - : 4× Platina - : Platina - : Platina - : Ouro                                                  | Fortune                                  |
| 2012                                                                          | "Don't Judge Me"                                                                   | 67                            | 36                            | 42                            | —                             | 38                            | —                             | —                             | —                             | —                             | 42                            | - : 2× Platina - : Platina - : Prata - : Platina                                                                | Fortune                                  |
| 2013                                                                          | "Fine China"                                                                       | 31                            | 5                             | 26                            | 71                            | —                             | 65                            | 65                            | 21                            | —                             | 23                            | - : Platina - : Platina - : Prata - : Ouro                                                                      | "X"                                      |
| 2013                                                                          | "Don't Think They Know" (com participação de Aaliyah)                              | 81                            | 29                            | —                             | —                             | —                             | —                             | —                             | —                             | —                             | —                             | | "X"                                      |
| 2013                                                                          | "Love More" (com participação de Nicki Minaj)                                      | 23                            | 3                             | 29                            | —                             | 48                            | 79                            | —                             | 37                            | —                             | 32                            | - : 2× Platina - : Platina - : Prata                                                                            | "X"                                      |
| 2014                                                                          | "Loyal" (com participação de Lil Wayne e Tyga/Too Short/French Montana)            | 9                             | 1                             | 42                            | 54                            | 49                            | 98                            | 19                            | 37                            | —                             | 10                            | - : 8× Platina - : 3× Platina - : 2× Platina - : Platina - : 3× Platina                                         | "X"                                      |
|                                                                               | "New Flame" (com participação de Usher e Rick Ross                                 | 27                            | 1                             | 61                            | —                             | 8                             | —                             | —                             | 37                            | —                             | 10                            | - : 4× Platina - : Platina - : Ouro - : 2× Platina                                                              | "X"                                      |
| 2015                                                                          | "Ayo" (com Tyga)                                                                   | 21                            | 2                             | 23                            | 32                            | 32                            | 27                            | 45                            | 31                            | 43                            | 6                             | - : 3× Platina - : 2× Platina - : 2× Platina - : 3× Platina                                                     | Fan of a Fan: The Album (Album com Tyga) |
| 2015                                                                          | "Bitches N Marijuana" (com Tyga e participação de Schoolboy Q)                     | 103                           | 33                            | 49                            | 139                           | 50                            | —                             | —                             | —                             | —                             | 60                            | - : Ouro - : Prata - : Platina                                                                                  | Fan of a Fan: The Album (Album com Tyga) |
| 2015                                                                          | "Liquor"                                                                           | 60                            | 22                            | —                             | —                             | —                             | 56                            | —                             | —                             | —                             | 82                            | - : Platina - : Ouro                                                                                            | Royalty                                  |
| 2015                                                                          | "Zero"                                                                             | 80                            | 8                             | —                             | —                             | —                             | 56                            | —                             | —                             | —                             | 68                            | - : Ouro - : Ouro                                                                                               | Royalty                                  |
| 2015                                                                          | "Back to Sleep"                                                                    | 20                            | 5                             | 74                            | 138                           | —                             | 56                            | 38                            | 78                            | —                             | 68                            | - : 4× Platina - : 3× Platina - : Platina - : Ouro                                                              | Royalty                                  |
| 2015                                                                          | "Fine By Me"                                                                       | —                             | —                             | —                             | —                             | —                             | —                             | —                             | 97                            | —                             | 76                            | | Royalty                                  |
| 2016                                                                          | "Grass Ain't Greener"                                                              | 71                            | 40                            | 97                            |                               |                               |                               |                               |                               |                               | 100                           | - : 2× Platina - : Platina - : Prata - : Platina                                                                | Heartbreak on a Full Moon                |
| 2016                                                                          | "Party" (com Usher e Gucci Mane)                                                   | 40                            | 2                             | 82                            | 84                            | —                             | —                             | —                             | —                             | —                             | 68                            | - : 3× Platina - : Platina - : Ouro - : Prata - : Platina                                                       | Heartbreak on a Full Moon                |
| 2016                                                                          | "Privacy"                                                                          | 62                            | 16                            | 61                            | 73                            | —                             | —                             | —                             | —                             | 95                            | 83                            | - : 3× Platina - : Platina - : Ouro - : Platina                                                                 | Heartbreak on a Full Moon                |
| 2017                                                                          | "Pills & Automobiles" (featuring Yo Gotti, A Boogie Wit Da Hoodie and Kodak Black) | 46                            | 25                            | —                             | —                             | —                             | —                             | —                             | —                             | —                             | —                             | - : 3× Platina - : Platina - : Prata - : Platina                                                                | Heartbreak on a Full Moon                |
| 2017                                                                          | "Questions"                                                                        | 78                            | 8                             | 56                            | —                             | 74                            | 43                            | —                             | 33                            | 55                            | 12                            | - : Platina - : Platina - : Platina - : Ouro - : Ouro - : Platina                                               | Heartbreak on a Full Moon                |
| 2018                                                                          | "Tempo"                                                                            | 88                            | —                             | —                             | —                             | —                             | —                             | —                             | —                             | —                             | —                             | - : 2× Platina - : Ouro                                                                                         | Heartbreak on a Full Moon                |
| 2019                                                                          | "Undecided"                                                                        | 35                            | 10                            | 58                            | —                             | 150                           | 55                            | —                             | 15                            | 47                            | 15                            | - : Platina - : Ouro - : Ouro - : Ouro                                                                          | Indigo                                   |
| 2019                                                                          | "Back to Love"                                                                     | —                             | —                             | —                             | —                             | —                             | —                             | —                             | —                             | —                             | 82                            | | Indigo                                   |
| 2019                                                                          | Wobble Up (featuring Nicki Minaj and G-Eazy)                                       | —                             | 18                            | —                             | —                             | —                             | —                             | —                             | —                             | —                             | —                             | - : Ouro | Indigo                                   |
| 2019                                                                          | "No Guidance" (featuring Drake)                                                    | 5                             | 1                             | 7                             | 7                             | 118                           | 19                            | 36                            | 6                             | 29                            | 6                             | - : Diamante - : 4× Platina - : 2× Platina - : 5× Platina - : 3× Platina - : Ouro - : Ouro - : Ouro             | Indigo                                   |
| 2019                                                                          | "Heat" (featuring Gunna)                                                           | 36                            | 1                             | —                             | —                             | —                             | —                             | —                             | —                             | —                             | —                             | - : 4× Platina - Prata - : Platina                                                                              | Indigo                                   |
| 2020                                                                          | "Go Crazy" (featuring Young Thug)                                                  | 3                             | 1                             | 9                             | 41                            | —                             | 26                            | 47                            | 2                             | 59                            | 10                            | - : 6× Platina - : 2× Platina - : 5× Platina - : Platina - : 2× Platina - : Ouro - : Ouro                       | Slime & B (Mixtape com Young Thug)       |
| 2022                                                                          | "Iffy"                                                                             | 71                            | 3                             | —                             | —                             | —                             | —                             | —                             | —                             | —                             | 75                            | | Breezy                                   |
| 2022                                                                          | "WE (Warm Embrace)"                                                                | 79                            | 22                            | —                             | —                             | —                             | —                             | —                             | —                             | —                             | —                             | - : Ouro - : Ouro                                                                                               | Breezy                                   |
| 2022                                                                          | "Call Me Every Day" (featuring Wizkid)                                             | 76                            | 20                            | —                             | —                             | —                             | —                             | —                             | —                             | —                             | 53                            | - : Platina - : Prata - : Ouro - : Ouro - : Ouro                                                                | Breezy                                   |
| 2022                                                                          | Under the Influence                                                                | 12                            | 1                             | 5                             | 23                            | 12                            | 14                            | 24                            | 2                             | 4                             | 7                             | - : 5× Platina - : 4× Platina - : 5× Platina - : 2× Platina - : 3× Platina - : Ouro - : 3× Platina - : Diamante | Indigo                                   |
| 2023                                                                          | Summer Too Hot                                                                     | 93                            | 2                             | —                             | —                             | —                             | —                             | —                             | —                             | —                             | —                             | - : Ouro | 11:11                                    |
| 2023                                                                          | Sensational (featuring Davido e Lojay)                                             | 71                            | 3                             | —                             | —                             | —                             | —                             | —                             | —                             | —                             | 45                            | - : Ouro - : Prata                                                                                              | 11:11                                    |
| 2024                                                                          | Residuals                                                                          | 40                            | 1                             | —                             | —                             | —                             | —                             | —                             | 15                            | —                             | —                             | - : Platina - : Platina                                                                                         | 11:11                                    |
| "—" denota um item que não entrou na tabela ou não foi lançado no território. |                                                                                    |                               |                               |                               |                               |                               |                               |                               |                               |                               |                               | |                                          |

### Como artista convidado
| Ano                                          | Canção | Melhores posições nas tabelas | Melhores posições nas tabelas | Melhores posições nas tabelas | Melhores posições nas tabelas | Melhores posições nas tabelas | Melhores posições nas tabelas | Melhores posições nas tabelas | Melhores posições nas tabelas | Melhores posições nas tabelas | Melhores posições nas tabelas | Certificações                                                                       | Álbum                                               |
| Ano                                          | Canção | EUA                           | EUA R&B                       | EUA Rap                       | AUS                           | CAN                           | ALE                           | IRL                           | JAP                           | NZL                           | UK                            | Certificações                                                                       | Álbum                                               |
| -------------------------------------------- | --- | ----------------------------- | ----------------------------- | ----------------------------- | ----------------------------- | ----------------------------- | ----------------------------- | ----------------------------- | ----------------------------- | ----------------------------- | ----------------------------- | ----------------------------------------------------------------------------------- | --------------------------------------------------- |
| 2006                                         | "Shortie Like Mine" (Bow Wow com participação de Chris Brown)                                                        | 9                             | 2                             | 1                             | 36                            | —                             | —                             | —                             | —                             | —                             | —                             | - : Platina - : Ouro                                                                | The Price of Fame                                   |
| 2008                                         | "No Air" (Jordin Sparks com participação de Chris Brown)                                                             | 3                             | 4                             | —                             | 1                             | 3                             | 10                            | 2                             | 51                            | 1                             | 3                             | - : 5× Platina - : 2× Platina - : 2× Platina - : Ouro - : Ouro                      | Jordin Sparks                                       |
| 2008                                         | "Get like Me" (David Banner com participação de Chris Brown, Yung Joc e Jim Jones)                                   | 16                            | 7                             | 2                             | —                             | —                             | —                             | —                             | —                             | —                             | —                             | - : Ouro                                                                            | The Greatest Story Ever Told                        |
| 2008                                         | "Shawty Get Loose" (Lil Mama com participação de Chris Brown & T-Pain)                                               | 10                            | 43                            | 13                            | 41                            | 38                            | —                             | —                             | —                             | 3                             | 57                            |                                                                                     | Voice of the Young People                           |
| 2008                                         | "What Them Girls Like" (Ludacris com participação de Chris Brown e Sean Garrett)                                     | 33                            | 17                            | 8                             | 98                            | 53                            | —                             | —                             | —                             | —                             | —                             |                                                                                     | Theater of the Mind                                 |
| 2008                                         | "Make the World Go Round" (Nas com participação de Chris Brown e The Game)                                           | —                             | 122                           | —                             | —                             | —                             | —                             | —                             | —                             | —                             | —                             |                                                                                     | Nas                                                 |
| 2008                                         | "Freeze" (T-Pain com participação de Chris Brown)                                                                    | 38                            | 39                            | —                             | 26                            | 45                            | —                             | —                             | —                             | 23                            | 62                            | - : Ouro                                                                            | Thr33 Ringz                                         |
| 2009                                         | "Work That!" (Teriyaki Boyz com participação de Pharrell e Chris Brown)                                              | —                             | —                             | —                             | —                             | —                             | —                             | —                             | 7                             | —                             | —                             |                                                                                     | Serious Japanese                                    |
| 2009                                         | "Drop It Low" (Ester Dean com participação de Chris Brown)                                                           | 38                            | 33                            | —                             | —                             | —                             | —                             | —                             | —                             | —                             | —                             |                                                                                     | Music Inspired by More Than a Game                  |
| 2009                                         | "Back to the Crib" (Juelz Santana com participação de Chris Brown)                                                   | —                             | 60                            | 23                            | —                             | —                             | —                             | —                             | —                             | —                             | —                             |                                                                                     | Born to Lose, Built to Win                          |
| 2010                                         | "Make a Movie" (Twista com participação de Chris Brown)                                                              | 71                            | 6                             | 6                             | —                             | —                             | —                             | —                             | —                             | —                             | —                             |                                                                                     | The Perfect Storm                                   |
| 2010                                         | "Get Back Up" (T.I. com participação de Chris Brown)                                                                 | 70                            | 37                            | 20                            | 91                            | —                             | —                             | —                             | —                             | —                             | —                             |                                                                                     | No Mercy                                            |
| 2010                                         | "Long Gone" (Nelly com participação de Plies e Chris Brown)                                                          | —                             | —                             | —                             | —                             | —                             | —                             | —                             | —                             | —                             | —                             |                                                                                     | 5.0                                                 |
| 2010                                         | "Ain't Thinkin' 'Bout You" (Bow Wow com participação de Chris Brown)                                                 | 123                           | 51                            | 23                            | —                             | —                             | —                             | —                             | —                             | —                             | —                             | - : Ouro                                                                            | Underrated                                          |
| 2011                                         | "Champion" (Chipmunk com participação de Chris Brown)                                                                | —                             | —                             | —                             | —                             | —                             | —                             | 14                            | —                             | —                             | 2                             | - : Platina                                                                         | Transition                                          |
| 2011                                         | "My Last" (Big Sean com participação de Chris Brown)                                                                 | 30                            | 4                             | —                             | —                             | —                             | —                             | —                             | —                             | —                             | —                             | - : Platina                                                                         | Finally Famous                                      |
| 2011                                         | "One Night Stand" (Keri Hilson com participação de Chris Brown)                                                      | —                             | 19                            | —                             | —                             | —                             | —                             | —                             | —                             | —                             | —                             |                                                                                     | No Boys Allowed                                     |
| 2011                                         | "Best Love Song" (T-Pain com participação de Chris Brown)                                                            | 33                            | 19                            | 32                            | —                             | —                             | —                             | —                             | —                             | —                             | 40                            | - : Ouro                                                                            | Revolver                                            |
| 2011                                         | "Pot of Gold" (The Game com participação de Chris Brown)                                                             | —                             | 44                            | —                             | —                             | —                             | —                             | —                             | —                             | —                             | 83                            |                                                                                     | The R.E.D. Album                                    |
| 2011                                         | "Body 2 Body" (Ace Hood com participação de Chris Brown)                                                             | 65                            | 31                            | —                             | —                             | —                             | —                             | —                             | —                             | —                             | —                             |                                                                                     | Blood, Sweat & Tears                                |
| 2011                                         | "Better With the Lights Off" (New Boyz com participação de Chris Brown)                                              | 38                            | 71                            | 90                            | —                             | —                             | —                             | —                             | —                             | —                             | —                             | - : Platina                                                                         | Too Cool to Care                                    |
| 2011                                         | "International Love" (Pitbull com participação de Chris Brown)                                                       | 13                            | 96                            | 27                            | 10                            | 39                            | 44                            | 46                            | 11                            | 33                            | 23                            | - : 4× Platina - : 3× Platina - : Platina - : Platina - : 3× Platina - : Platina    | Planet Pit                                          |
| 2011                                         | "Legendary" (DJ Khaled com participação de Chris Brown, Keyshia Cole e Ne-Yo)                                        | —                             | 100                           | —                             | —                             | —                             | —                             | —                             | —                             | —                             | —                             |                                                                                     | We the Best Forever                                 |
| 2011                                         | "Another Round" (Fat Joe com participação de Chris Brown)                                                            | —                             | 69                            | —                             | —                             | —                             | —                             | —                             | —                             | —                             | —                             |                                                                                     | Não incluso em álbum                                |
| 2011                                         | "Why Stop Now" (Busta Rhymes com participação de Chris Brown)                                                        | —                             | 79                            | —                             | —                             | —                             | —                             | —                             | —                             | —                             | —                             |                                                                                     | E.L.E. (Extinction Level Event) 2: End of the World |
| 2012                                         | "Birthday Cake" (Rihanna com participação de Chris Brown)                                                            | 24                            | 2                             | —                             | —                             | —                             | —                             | —                             | —                             | —                             | —                             | - : 2× Platina                                                                      | Talk That Talk                                      |
| 2012                                         | "Right by My Side" (Nicki Minaj com participação de Chris Brown)                                                     | 51                            | 24                            | —                             | —                             | —                             | —                             | —                             | —                             | —                             | 101                           | - : Platina - : 2× Platina - : Ouro                                                 | Pink Friday: Roman Reloaded                         |
| 2012                                         | "Take It to the Head" (DJ Khaled com participação de Chris Brown e Nicki Minaj)                                      | 63                            | 48                            | —                             | —                             | —                             | —                             | —                             | —                             | —                             | —                             | - : Platina                                                                         | Kiss the Ring                                       |
| 2012                                         | "I Can Only Imagine" (David Guetta com participação de Chris Brown)                                                  | 44                            | —                             | —                             | —                             | 57                            | 72                            | —                             | —                             | 98                            | 158                           | - : Platina                                                                         | Nothing But the Beat                                |
| 2012                                         | "Put It Down" (Brandy Norwood com participação de Chris Brown)                                                       | 65                            | 3                             | —                             | —                             | —                             | —                             | —                             | —                             | —                             | —                             |                                                                                     | Two Eleven                                          |
| 2012                                         | "Algo Que Me Gusta de Ti" (Wisin E Yandel com participação de Chris Brown)                                           | —                             | —                             | —                             | —                             | —                             | —                             | —                             | —                             | —                             | —                             |                                                                                     | Lideres                                             |
| 2012                                         | "Celebration" (Game com participação de Chris Brown, Lil Wayne, Tyga)                                                | 81                            | 24                            | —                             | —                             | —                             | —                             | —                             | —                             | —                             | —                             |                                                                                     | Jesus Piece                                         |
| 2012                                         | "Everyday Birthday" (Swizz Beatz com participação de Chris Brown e Ludacris)                                         | —                             | 44                            | —                             | —                             | —                             | —                             | —                             | —                             | —                             | —                             |                                                                                     | Haute Living                                        |
| 2013                                         | "Ready" (Fabulous com participação de Chris Brown)                                                                   | 93                            | 28                            | —                             | —                             | —                             | —                             | —                             | —                             | —                             | —                             | - : Platina                                                                         |                                                     |
| 2013                                         | "As Your Friend" (Afrojack com participação de Chris Brown)                                                          | 88                            | —                             | —                             | 70                            | —                             | 67                            | 20                            | 30                            | —                             | 21                            |                                                                                     | Forget The World                                    |
| 2013                                         | "Beat It" (Sean Kingston com participação de Chris Brown e Wiz Khalifa)                                              | 52                            | 17                            | —                             | 40                            | —                             | —                             | 63                            | —                             | 25                            | —                             | - : Ouro - : Ouro                                                                   | Back 2 Life                                         |
| 2013                                         | "For the Road" (Tyga com participação de Chris Brown)                                                                | 115                           | 39                            | 24                            | —                             | —                             | —                             | —                             | —                             | —                             | —                             |                                                                                     | Hotel California                                    |
| 2013                                         | "Sweet Serenade" (Pusha T com participação de Chris Brown)                                                           | 119                           | 44                            | 36                            | —                             | —                             | —                             | —                             | —                             | —                             | —                             |                                                                                     | My Name is My name                                  |
| 2013                                         | "Show Me" (Kid Ink com participação de Chris Brown)                                                                  | 13                            | 3                             | 1                             | 46                            | 67                            | 36                            | —                             | 40                            | 32                            | 23                            | - : 4× Platina - : Platina - : Platina - : Ouro - : Platina                         | My Own Lane                                         |
| 2013                                         | "It Wont Stop" (Sevyn Streeter com participação de Chris Brown)                                                      | 30                            | 9                             | —                             | —                             | —                             | —                             | —                             | —                             | —                             | —                             | - : Platina - : Platina - : Platina                                                 | Call Me Crazy But...                                |
| 2013                                         | "Episode" (E-40 com participação de T.I. e Chris Brown)                                                              | —                             | —                             | —                             | —                             | —                             | —                             | —                             | —                             | —                             | —                             |                                                                                     | The Block Brochure: Welcome to the Soil 4           |
| 2014                                         | "Main Chick" (Kid Ink com participação de Chris Brown)                                                               | 60                            | 16                            | —                             | —                             | 99                            | —                             | —                             | —                             | —                             | —                             | - : Platina - : Ouro - : Prata - : Ouro                                             | My Own Lane                                         |
| 2014                                         | "Memory" (Asher Monroe com participação de Chris Brown)                                                              | —                             | —                             | —                             | —                             | —                             | —                             | —                             | —                             | —                             | —                             |                                                                                     | On My Way, Pt. 1                                    |
| 2014                                         | "Hold You Down" (DJ Khaled com participação de Chris Brown, August Alsina e Jeremih)                                 | 60                            | 16                            | —                             | —                             | 99                            | —                             | —                             | —                             | —                             | 69                            | - : Platina - : Ouro                                                                | I Changed a Lot                                     |
| 2014                                         | "Only " (Nicki Minaj com participação de Chris Brown, Drake e Lil Wayne)                                             | 12                            | 1                             | 62                            | 20                            | 99                            | —                             | —                             | —                             | —                             | 32                            | - : 3× Platina - : 3× Platina - : Platina - : Platina                               | The Pinkprint                                       |
| 2015                                         | "Hotel" (Kid Ink com participação de Chris Brown)                                                                    | 96                            | 32                            | 14                            | 60                            | 99                            | —                             | 30                            | —                             | —                             | 43                            | - : Ouro - : Prata                                                                  | Full Speed                                          |
| 2015                                         | "Private Show" (T.I. com participação de Chris Brown)                                                                | 120                           | 40                            | 21                            | —                             | —                             | —                             | —                             | —                             | —                             | —                             |                                                                                     | Paperwork                                           |
| 2015                                         | "You Changed Me" (Jamie Foxx com participação de Chris Brown)                                                        | 93                            | 32                            | —                             | —                             | —                             | —                             | —                             | —                             | —                             | —                             |                                                                                     | Hollywood: A Story of a Dozen Roses                 |
| 2015                                         | "How Many Times" (DJ Khaled com participação de Chris Brown Lil Wayne, Big Sean)                                     | 68                            | 17                            | —                             | —                             | —                             | —                             | —                             | —                             | —                             | —                             |                                                                                     | I Changed A Lot                                     |
| 2015                                         | "Five More Hours" (Deorro com participação de Chris Brown)                                                           | 101                           | —                             | —                             | 7                             | 31                            | 23                            | 15                            | 34                            | 11                            | 4                             | - : Platina - : 4× Platina - : Platina                                              | Sem álbum                                           |
| 2015                                         | "Do It Again" (Pia Mia com participação de Chris Brown e Tyga)                                                       | 71                            | —                             | —                             | 5                             | —                             | —                             | 10                            | —                             | —                             | 11                            | - : Platina - : 2× Platina - : Ouro - : 3× Platina                                  | Sem Álbum                                           |
| 2015                                         | "Post to Be" (Omarion com participação de Chris Brown e Jhené Aiko)                                                  | 13                            | 6                             | —                             | 79                            | 61                            | —                             | —                             | 76                            | —                             | 86                            | - : 6× Platina - : Platina - : Platina                                              | Sex Playlist                                        |
| 2015                                         | "Fun" (Pitbull com a participação de Chris Brown)                                                                    | 40                            | —                             | —                             | 59                            | —                             | 36                            | 17                            | —                             | 50                            | 68                            | - : Platina - : Ouro                                                                | Globalization                                       |
| 2015                                         | "All Eyes on You" (Meek Mill com a participação de Nicki Minaj e Chris Brown)                                        | 21                            | —                             | 8                             | 48                            | —                             | 36                            | 17                            | —                             | 50                            | 55                            | - : Platina - : Ouro - : Platina                                                    | Dreams Worth More Than Money                        |
| 2015                                         | "Body on Me " (Rita Ora com a participação de Chris Brown)                                                           | —                             | —                             | —                             | 66                            | 91                            | 36                            | —                             | —                             | 54                            | 22                            | - : Ouro - : 2× Platina                                                             |                                                     |
| 2015                                         | "Play No Games" (Big Sean com a participação de Chris Brown)                                                         | 84                            | —                             | 28                            | —                             | —                             | —                             | —                             | —                             | —                             | —                             | - : Platina                                                                         | Dark Sky Paradise                                   |
| 2015                                         | "Sorry" (Rick Ross com a participação de Chris Brown)                                                                | 97                            | —                             | 32                            | —                             | —                             | —                             | —                             | —                             | —                             | —                             | - : Ouro                                                                            | Black Market                                        |
| 2015                                         | "Gold Slugs" (DJ Khaled com a participação de Fetty Wap, August Alsina e Chris Brown)                                | —                             | —                             | 49                            | —                             | —                             | —                             | —                             | —                             | —                             | 121                           | - : Ouro - : Ouro                                                                   | I Changed A Lot                                     |
| 2015                                         | "Drifting" (G-Eazy com a participação de Tory Lanes e Chris Brown)                                                   | 98                            | —                             | 33                            | —                             | —                             | —                             | —                             | —                             | —                             | —                             | - : Platina - : Platina - : Ouro                                                    | When It's Dark Out                                  |
| 2016                                         | "Something New" (Zendaya com a participação de Chris Brown)                                                          | 93                            | 27                            | —                             | —                             | —                             | —                             | —                             | —                             | —                             | —                             |                                                                                     | Sem Álbum                                           |
| 2016                                         | "Wishing" (Dj Drama com a participação de Skeme, LyQuin Chris Brown)                                                 | 77                            | 29                            | 8                             | —                             | —                             | —                             | —                             | —                             | —                             | —                             | - *: Ouro                                                                           | Quality Street Music 2                              |
| 2016                                         | "Paradise" (Benny Benassy com a participação de Chris Brown)                                                         | 121                           | —                             | —                             | —                             | —                             | —                             | 30                            | —                             | —                             | 40                            | - : Prata                                                                           |                                                     |
| 2016                                         | "I'm the Man (Remix)" (50 Cent com a participação de Chris Brown)                                                    | 110                           | —                             | 46                            | —                             | —                             | —                             | —                             | —                             | —                             | —                             | - : 2× Platina                                                                      |                                                     |
| 2016                                         | "No Romeo No Juliet" (50 Cent com a participação de Chris Brown)                                                     | 105                           | —                             | 55                            | —                             | —                             | —                             | —                             | —                             | —                             | —                             |                                                                                     |                                                     |
| 2016                                         | "Do You Mind" (DJ Khaled com a participação de Nicki Minaj, Jeremih, Future, August Alsina, Rick Ross e Chris Brown) | 27                            | 9                             | 2                             | 65                            | 93                            | —                             | —                             | —                             | —                             | 127                           | - : 4× Platina - : 2× Platina - : Prata - : Ouro - : Platina                        | Major Key                                           |
| 2017                                         | "I Think of You" (Jeremih featuring Chris Brown and Big Sean                                                         | —                             | —                             | —                             | —                             | —                             | —                             | —                             | —                             | —                             | —                             |                                                                                     |                                                     |
| 2017                                         | "Whatever You Need" (Meek Mill featuring Chris Brown and Ty Dolla Sign)                                              | 51                            | 20                            | —                             | —                             | —                             | —                             | —                             | —                             | —                             | —                             | - : Platina - : Ouro                                                                | Wins & Losses                                       |
| 2017                                         | "Tone It Down" (Gucci Mane featuring Chris Brown)                                                                    | —                             | —                             | —                             | —                             | —                             | —                             | —                             | —                             | —                             | —                             | - : Ouro - : Ouro                                                                   | Mr. Davis                                           |
| 2017                                         | "Pie" (Future featuring Chris Brown)                                                                                 | 102                           | 48                            | —                             | —                             | —                             | —                             | —                             | —                             | —                             | 92                            | - : Ouro - : Ouro - : Ouro                                                          | Hndrxx                                              |
| 2017                                         | "Perfect" (Dave East featuring Chris Brown)                                                                          | —                             | —                             | —                             | —                             | —                             | —                             | —                             | —                             | —                             | —                             | - : Ouro                                                                            | Paranoia: A True Story                              |
| 2017                                         | "Either Way" (K. Michelle featuring Chris Brown)                                                                     | —                             | —                             | —                             | —                             | —                             | —                             | —                             | —                             | —                             | —                             |                                                                                     | Kimberly: The People I Used to Know                 |
| 2018                                         | "Freaky Friday" (Lil Dicky featuring Chris Brown)                                                                    | 8                             | 5                             | 4                             | 10                            | 21                            | 3                             | 28                            | —                             | 1                             | 1                             | - : 5× Platina - : 3× Platina - : 3× Platina - : 2× Platina - : 3× Platina - : Ouro |                                                     |
| 2018                                         | "Overdose" (Agnez Mo featuring Chris Brown)                                                                          | —                             | —                             | —                             | —                             | —                             | —                             | —                             | —                             | —                             | —                             |                                                                                     |                                                     |
| 2018                                         | "Attention" (Fat Joe and Dre featuring Chris Brown)                                                                  | —                             | —                             | —                             | —                             | —                             | —                             | —                             | —                             | —                             | —                             |                                                                                     |                                                     |
| 2019                                         | "Chi Chi" (Trey Songz featuring Chris Brown)                                                                         | —                             | —                             | —                             | —                             | —                             | —                             | —                             | —                             | —                             | —                             |                                                                                     |                                                     |
| 2019                                         | "Type a Way" (Eric Bellinger featuring Chris Brown and OG Parker)                                                    | —                             | —                             | —                             | —                             | —                             | —                             | —                             | —                             | —                             | —                             |                                                                                     | The Rebirth 2                                       |
| 2019                                         | "Light It Up" (Marshmello and Tyga)                                                                                  | 90                            | —                             | —                             | 75                            | 77                            | 63                            | —                             | —                             | 4                             | 55                            | - : Ouro                                                                            |                                                     |
| 2019                                         | "Easy (Remix)" (DaniLeigh featuring Chris Brown)                                                                     | 79                            | 34                            | 84                            | —                             | —                             | —                             | —                             | —                             | —                             | —                             | - : 4× Platina - : Prata - : Platina - : 2× Platina                                 |                                                     |
| 2019                                         | "Haute" (Tyga featuring J Balvin and Chris Brown)                                                                    | —                             | 42                            | 50                            | —                             | —                             | —                             | —                             | —                             | —                             | 66                            |                                                                                     | Legendary                                           |
| 2019                                         | "G Walk" (Lil Mosey featuring Chris Brown)                                                                           | —                             | —                             | —                             | —                             | —                             | —                             | —                             | —                             | —                             | —                             |                                                                                     | Certified Hitmaker                                  |
| 2019                                         | "Blow My Mind" (Davido Featuring Chris brown)                                                                        | —                             | —                             | —                             | —                             | —                             | —                             | —                             | —                             | —                             | —                             | - : Ouro                                                                            | A Good Time                                         |
| 2019                                         | "Restroom Occupied" (Yella Beezy featuring Chris Brown)                                                              | —                             | —                             | —                             | —                             | —                             | —                             | —                             | —                             | —                             | —                             | - : Ouro                                                                            | Baccend Beezy                                       |
| 2019                                         | "Something Real" (with Summer Walker and London on da Track)                                                         | —                             | —                             | —                             | —                             | —                             | —                             | —                             | —                             | —                             | 99                            | - : Ouro                                                                            |                                                     |
| 2020                                         | "Out of Your Mind" (French Montana and Swae Lee featuring Chris Brown)                                               | —                             | —                             | —                             | —                             | —                             | —                             | —                             | —                             | 80                            | —                             |                                                                                     | Montana                                             |
| 2020                                         | "Put In Work" (Jacquees featuring Chris Brown)                                                                       | —                             | —                             | —                             | —                             | —                             | —                             | —                             | —                             | —                             | —                             | - : Ouro                                                                            |                                                     |
| 2020                                         | "Back to You" (O.T. Genasis featuring Chris Brown and Charlie Wilson)                                                | —                             | —                             | —                             | —                             | —                             | —                             | —                             | —                             | —                             | —                             |                                                                                     |                                                     |
| 2021                                         | "Provide" (G-Eazy featuring Chris Brown and Mark Morrison)                                                           | 64                            | 24                            |                               | 52                            | 90                            |                               |                               |                               |                               | 98                            | - : Ouro                                                                            | These Things Happen Too                             |
| 2021                                         | "Feels" (Tory Lanez featuring Chris Brown)                                                                           | —                             | —                             | —                             | —                             | —                             | —                             | —                             | —                             | —                             | —                             |                                                                                     | Playboy                                             |
| 2021                                         | "Already Best Friends" (Jack Harlow featuring Chris Brown)                                                           | —                             | —                             | —                             | —                             | —                             | —                             | —                             | —                             | —                             | —                             | - : Platina - : Ouro - : Platina - : Prata                                          | Thats What They All Say                             |
| 2021                                         | "Come Through" (H.E.R.. featuring Chris Brown)                                                                       | 64                            | 23                            | —                             | 96                            | 91                            | —                             | —                             | —                             | —                             | 75                            | - : Ouro - : Ouro                                                                   | Back of My Mind                                     |
| 2021                                         | "Baddest" (Yung Bleu featuring Chris Brown and 2 Chainz)                                                             | 56                            | 17                            | —                             | —                             | —                             | —                             | —                             | —                             | —                             | —                             | - : Ouro                                                                            | Moon Boy                                            |
| 2021                                         | "Angles" (Wale featuring Chris Brown)                                                                                | —                             | 44                            | —                             | —                             | —                             | —                             | —                             | —                             | —                             | —                             |                                                                                     | Forlain 2                                           |
| 2021                                         | "Woo Baby" (Pop Smoke featuring Chris Brown)                                                                         | 64                            | 22                            | —                             | 24                            | 31                            | —                             | —                             | —                             | 22                            | 54                            | - : Platina - : Platina                                                             | Faith                                               |
| 2021                                         | "Nostálgico" (with Rvssian and Rauw Alejandro)                                                                       | —                             | —                             | —                             | —                             | —                             | —                             | —                             | —                             | —                             | —                             | - : 18× Platina [Latin]                                                             |                                                     |
| 2022                                         | "Monalisa" (Remix) (Lojay and Sarz featuring Chris Brown)                                                            | —                             | —                             | —                             | —                             | —                             | —                             | —                             | —                             | —                             | —                             | - : Ouro - : Ouro - : Ouro                                                          |                                                     |
| 2022                                         | "Superhero (Heroes & Villains) (Metro Boominfeaturing Future e Chris Brown)                                          | 8                             | 7                             | 2                             | 30                            | 7                             | 75                            | 22                            | —                             | 29                            | 34                            | : 2× Platina                                                                        | "Heroes & Villains"                                 |
| 2023                                         | "Do You Mind" (Vedo featuring Chris Brown)                                                                           | —                             | —                             | —                             | —                             | —                             | —                             | —                             | —                             | —                             | —                             |                                                                                     | Mood Swings                                         |
| 2023                                         | "See Through Love" (Tank featuring Chris Brown)                                                                      | —                             | —                             | —                             | —                             | —                             | —                             | —                             | —                             | —                             | —                             |                                                                                     | R&B Money                                           |
| 2023                                         | "How Does It Feel" (Chloe featuring Chris Brown)                                                                     | —                             | 17                            | —                             | —                             | —                             | —                             | —                             | —                             | —                             | —                             |                                                                                     | In Pieces                                           |
| 2023                                         | "How We Roll" (Ciara featuring Chris Brown)                                                                          | 105                           | 34                            | —                             | —                             | —                             | —                             | —                             | —                             | —                             | —                             | - : Ouro                                                                            | CiCI                                                |
| 2023                                         | "IDGAF" (Tee Grizzley featuring Chris Brown and Mariah the Scientist)                                                | 98                            | 30                            | —                             | —                             | —                             | —                             | —                             | —                             | —                             | —                             | - : Ouro                                                                            | Tee's Coney Island                                  |
| 2024                                         | "Beg Forgiveness" (Kanye West & Ty Dolla Sign, ¥$ featuring Chris Brown)                                             | 65                            | 30                            | —                             | 54                            | 93                            | —                             | —                             | —                             | —                             | —                             |                                                                                     | Vultures 1                                          |
| 2024                                         | "Wake Up (Skylar Blatt featuring Chris Brown)                                                                        | —                             | 10                            | —                             | —                             | —                             | —                             | —                             | —                             | —                             | —                             |                                                                                     |                                                     |
| 2024                                         | "UnLonely" (J. Valentine featuring Chris Brown)                                                                      | —                             | —                             | —                             | —                             | —                             | —                             | —                             | —                             | —                             | —                             |                                                                                     |                                                     |
| 2024                                         | "Wait on It" (Jeremih featuring Chris Brown e Bryson Tiller)                                                         | —                             | 36                            | —                             | —                             | —                             | —                             | —                             | —                             | —                             | —                             |                                                                                     |                                                     |
| 2025                                         | "Mutt" (CB Remix) (Leon Thomas featuring Chris Brown)                                                                | 15                            | 5                             | —                             | 23                            | 50                            | —                             | 69                            | —                             | 13                            | 22                            |                                                                                     | Mutt                                                |
| 2025                                         | "Use Me" (Bow Wow featuring Chris Brown)                                                                             | —                             | —                             | —                             | —                             | —                             | —                             | —                             | —                             | —                             | —                             |                                                                                     |                                                     |
| "—" Não entrou na tabela musical deste país. | |                               |                               |                               |                               |                               |                               |                               |                               |                               |                               |                                                                                     |                                                     |

### Singles Promocionais
| 2009                               | "Sing Like Me"                              | —   | 84 | —  |    |          | Graffiti                        |
| 2007                               | "This Christmas"                            | 62  | 27 | —  |    |          | This Christmas O.S.T.           |
| 2008                               | "Dreamer"                                   | 16  | —  | 26 |    |          | AT&T TEAM USA Soundtrack        |
| 2012                               | "Calypso"                                   | —   | —  | —  |    |          | Fortune - Deluxe                |
| 2012                               | "Get Down (Feat. B.o.B)"                    | —   | —  | —  |    |          | Fortune - Deluxe                |
| 2014                               | "X"                                         | 98  | —  | —  |    |          | X                               |
| 2015                               | "Wrist (Feat. Solo Lucci)"                  | 117 | 47 | —  |    | - : Ouro | Royalty                         |
| 2017                               | "Welcome to My Life" (featuring Cal Scruby) | —   | —  | —  |    |          | Welcome to My Life - Soundtrack |
| 2017                               | "High End" (Feat. Future, Young Thug)       | 82  | 32 | 45 | 71 | - : Ouro | Heartbreak on a Full Moon       |
| 2017                               | "Hope You Do"                               | —   | —  | —  |    |          | Heartbreak on a Full Moon       |
| 2022                               | "It's Giving Christmas"                     | —   | —  | —  |    |          | Breezy - It's Giving Christmas  |
| 2022                               | "No Time Like Christmas"                    | —   | —  | —  |    |          | Breezy - It's Giving Christmas  |
| 2023                               | Nightmares                                  | —   | 22 | —  |    |          | 11:11                           |
| "—" não chegou às paradas do país. |                                             |     |    |    |    |          |                                 |

## Outras canções que entraram nas paradas
| "Turntables" (Ciara com Chris Brown)                   | —   | —  | 80  |                               | Fantasy Ride              |
| "What I Do" (com Plies)                                | 88  | —  | —   |                               | Graffiti                  |
| "Bassline"                                             | —   | —  | 122 |                               | Fortune                   |
| "Nobody Business" (Rihanna com Chris Brown)            | —   | 39 | 63  | - : Prata                     | Unapologetic              |
| "Autumn Leaves"                                        | 110 | 36 | 143 | - : Ouro                      | X                         |
| "Songs on 12 Play"                                     | 125 | 48 | 33  |                               | X                         |
| "Drunk Texting"                                        | —   | 46 | 128 | - : Ouro                      | X                         |
| "Make Love"                                            | —   | —  | 40  |                               | Royalty                   |
| "Little More"                                          | 91  | 32 | 29  | - : Ouro                      | Royalty                   |
| "Waves" (Kanye West feat. Chris Brown)                 | 71  | 24 | 20  |                               | The Life of Pablo         |
| "To My Bed                                             | —   | 21 | —   | - : Platina                   | Heartbreak on a Full Moon |
| "Juicy Booty" (Feat.Jhené Aiko e R. Kelly)             | —   | —  | —   | - : Ouro                      | Heartbreak on a Full Moon |
| "Stranger Things" (Feat. Joyner Lucas)                 | 91  | 46 |     | - : Ouro                      | Sem Álbum                 |
| "Indigo"                                               | —   | 48 | —   | - : Ouro                      | Indigo                    |
| "Come Togheter                                         | —   | 15 | —   | - : Ouro                      | Indigo                    |
| "Don´t Check on Me ((Feat.Justin Bieber, Ink.)         | 67  |    | 29  | - : Ouro - : Ouro - : Platina | Indigo                    |
| "C.A.B. (Catch a Body)"                                | 103 | 35 | —   |                               | Breezy                    |
| "Possessive"                                           | 98  | 31 | —   |                               | Breezy                    |
| "Psychic"                                              | 78  | 21 | 64  |                               | Breezy                    |
| "Angel Numbers / Ten Toes"                             | 107 | 33 | 31  | - : Ouro - : Prata            | 11:11                     |
| "—" não chegou às paradas ou não lançado nessa região. |     |    |     |                               |                           |

## Trilhas sonoras
| Ano           | Canção                    | Álbum                    |      |             |            |
| Ano           | Canção                    | Álbum                    | 2006 | "Which One" | In the Mix |
| "Say Goodbye" | Step Up                   |                          | 2006 |             |            |
| "Poppin'"     | Stomp the Yard            |                          | 2006 |             |            |
| 2007          | "This Christmas"          | This Christmas OST       |      |             |            |
| 2007          | "Try a Little Tenderness" | This Christmas OST       |      |             |            |
| 2008          | "Dreamer"                 | AT&T TEAM USA Soundtrack |      |             |            |

## Composições para outros artistas
| Faixa            | Ano  | Artsita            | Album                              |
| ---------------- | ---- | ------------------ | ---------------------------------- |
| Disturbia        | 2008 | Rihanna            | Good Girl Gone Bad: Reloaded       |
| Yamaha Mama      | 2008 | Soulja Boy         | ISouljaBoyTellem                   |
| Bad Girl         | 2009 | The Pussycat Dolls | Confessions of a Shopaholic        |
| She Ain't Got... | 2009 | LeToya Luckett     | Lady Love                          |
| Drained          | 2009 | LeToya Luckett     | Lady Love                          |
| Stronger         | 2009 | Mary J. Blige      | Music Inspired by More than a Game |
| What Do You Say  | 2010 | Omarion            | Ollusion                           |
| Love Suicide     | 2010 | Tinie Tempah       | Disc-Overy                         |
| I Need This      | 2011 | Jessie J           | Who You Are                        |
| Favor            | 2011 | Lonny Bereal       | The Love Train                     |
| See No More      | 2011 | Joe Jonas          | Fastlife                           |
| Lighthouse       | 2011 | Joe Jonas          | Fastlife                           |
| Christmas Eve    | 2011 | Justin Bieber      | Under the Mistletoe                |
| Slower           | 2012 | Brandy Norwood     | Two Eleven                         |
| Emotions         | 2014 | Jennifer Lopez     | A.K.A.                             |
| Booty            | 2014 | Jennifer Lopez     | A.K.A.                             |
| Same Girl        | 2014 | Jennifer Lopez     | A.K.A.                             |
| Valentine        | 2014 | JYJ                | Just Us                            |
| We Dem Boyz      | 2014 | Wiz Khalifa        | Blacc Hollywood                    |
| Baby Love        | 2017 | Samantha J         |                                    |
| Like It          | 2019 | Summer Walker      | Over It                            |
| New Again        | 2021 | Kanye West         | Donda                              |
| Whathever        | 2025 | Keri Hilson        | We Need to Talk: Love              |

## Videografia

### DVDs
| Ano  | DVD                                                           |
| ---- | ------------------------------------------------------------- |
| 2006 | Chris Brown's Journey - RIAA: Ouro                            |
| 2007 | BET Presents Chris Brown - Gravadora(s): Jive                 |
| 2008 | A Star Is Born: Unauthorized - Gravadora(s): Azure            |
| 2008 | Exclusive: The Forever Edition Bonus DVD - Gravadora(s): Jive |